# Сульское
Сульское (укр. Сульське) — село,
Верхосульский сельский совет,
Белопольский район,
Сумская область,
Украина.
Код КОАТУУ — 5920681407. Население по переписи 2001 года составляло 248 человек .

## Географическое положение
Село Сульское находится на берегу реки Сула,
выше по течению на расстоянии в 3 км расположено село Луциковка,
ниже по течению на расстоянии в 1 км расположены сёла Верхосулка и Валиевка.

## Экономика
- ООО АФ «Перемога».
- Фермерское хозяйство «Нива-2005».